# Ontherus pilatus
Ontherus pilatus là một loài bọ cánh cứng trong họ Bọ hung (Scarabaeidae).